# Lotnisko Lida
Lotnisko Lida – lotnisko wojskowe położone w miejscowości Lida w obwodzie grodzieńskim na Białorusi. Jest jedną z głównych baz Sił Powietrznych i Wojsk Obrony Powietrznej Białorusi. Przed II wojną światową na lotnisku w Lidzie stacjonował polski 5 pułk lotniczy. Jest to jedno z najstarszych lotnisk na świecie.